# Order of the Volta
Order of the Volta ist die zweithöchste zivile Auszeichnung des Staates Ghana an Personen mit besonderen Verdiensten um das Land.
Das Ordensband zeigt von rechts nach links die Farben Rot, Blau, Schwarz, Blau, Rot. Anlässlich des 50. Jubiläums des ghanaischen Unabhängigkeitstages verlieh Präsident John Agyekum Kufuor ihn an 85 Personen des öffentlichen Lebens. Präsident Jerry Rawlings nutzte den 40. Jahrestag der Unabhängigkeit, um den Order of the Volta zu verleihen. Der Order of the Volta wird auch zu anderen Anlässen verliehen.

## Bekannte Träger
Der Order of the Volta wurde unter anderem verliehen an:
- The Black Stars, ghanaische Fußballnationalmannschaft
- Kwabena Darko (* 1942), ghanaischer Politiker und Unternehmer (1978)
- Abédi Pelé (* 1964), ghanaischer Fußballer und Sportfunktionär (1996)
- Percival J. Patterson (* 1935), Premierminister von Jamaika
- Mohamed Ibn Chambas (* 1950), Politiker Ghanas
- Francis Poku (* 1941), Politiker Ghanas
- Elizabeth Akua Ohene (* 1945), Politikerin Ghanas
- Prof. Jophus Anamuah-Mensah, ghanaischer Hochschullehrer
- Fred Kwasi Apaloo (1921–2000), Jurist und Politiker, 1979
- Bert Koenders (* 1958), niederländischer Politiker, 2008
- Francis Anani Kofi Lodonu (* 1937), Bischof, 2006
- Walentina Wladimirowna Tereschkowa (* 1937), Kosmonautin, 1964